# GippsAero
GippsAero (ehemals Gippsland Aeronautics) ist ein australischer Flugzeughersteller.

## Geschichte
Gippsland Aeronautics wurde von Peter Furlong und George Morgan gegründet und nahm seinen Betrieb am Latrobe Regional Airport in Morwell in den 1970er-Jahren als Unternehmen für Flugzeugwartung und Umrüstung bzw. Umbau auf. Das Unternehmen arbeitete für große Organisationen wie die National Safety Council of Australia und Esso Australia sowie lokale kommerzielle Flugdiensteanbieter. Während der späten 1960er- und frühen 1970er-Jahre waren Peter Furlong und John Brown Piloten, Flugzeugkonstrukteure, -verarbeiter und Wartungspersonal für den Latrobe Valley Aircraft Club und den Ultra Light Club of Australia.
Nachdem sie fast zwei Jahrzehnte Erfahrungen mit der Wartung und den Umbau von Flugzeugen sammelten, entschlossen sie sich, ein eigenes Flugzeug zu entwerfen. Das Resultat war die Gippsland GA200, ein Landwirtschaftsflugzeug auf Basis der Piper PA-25. Weitere Flugzeugmodelle folgten.
2008 erwarb GippsAero die Produktionsrechte an der bis 1988 gebauten GAF Nomad und beabsichtigt, den Entwurf zu überarbeiten und als GA18 ab 2015 zu produzieren.
Im Dezember 2009 übernahm die Mahindra Group 75,1 % der Anteile.
Nach dem Absturz einer schwedischen GA10 stellte Mahindra Group GippsAero zum Verkauf. Ab 1. Dezember 2021 ist Co-Gründer Georg Morgan Alleineigentümer.

## Produkte
- GA200 Fatman – zweisitziges Agrarflugzeug
- GA8 Airvan – achtsitziges Mehrzweckflugzeug
- GA10 Airvan – gestreckte Version der Airvan 8 für zehn Personen
- GA18 - zweimotoriges Pendlerflugzeug (per 2025 noch in Projektion)